# 1959 en Belgique
Chronologie de la Belgique
- 1955
- 1956
- 1957
- 1958
- 1959
- 1960
- 1961
- 1962
- 1963

Cette page recense des événements qui se sont produits durant l'année 1959 en Belgique.

## Chronologie
- 13 janvier : déclaration du gouvernement belge annonçant l’intention de réaliser rapidement l’indépendance du Congo unitaire[1].
- 2 juillet : le prince Albert épouse Paola Ruffo di Calabria.

## Culture

### Bande dessinée
- Le gorille a bonne mine.
- Les Pirates du silence.
- S.O.S. Météores.

### Littérature
- Prix Victor-Rossel : Jacqueline Harpman, Brève Arcadie.

## Sciences
- Prix Francqui : Gérard Garitte (orientalisme chrétien, UCL).

## Naissances
- 26 novembre : Jacky Morael, homme politique († 6 décembre 2016).